# 松井香保里
松井 香保里（まつい かおり、7月22日 - ）は、女性アナウンサー。

## 人物
- 東京都武蔵野市出身。
- 2001年アナウンサーとしてラジオ福島入社。2010年9月退社。

## 担当番組
- かっとびワイド　ふるさと応援団（水）
- アイミーサウンドスルー（日）
- わんニャンPETパラダイス（日）
- かおりのレッツナイト（土）
- グリーンメロディー
- 農家のみなさんへ